# Theodor Lachmann

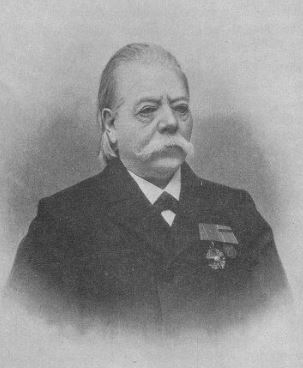
Theodor Lachmann

Theodor Lachmann (* 25. Juni 1835 in Konstanz; † 25. April 1918 in Überlingen) war ein deutscher Arzt, Volkskundler und Heimatforscher.

## Leben und Wirken
Theodor Lachmann war der Sohn eines Professors für Mathematik am Konstanzer Lyzeum. Nach dem Medizinstudium ließ sich Lachmann als praktischer Arzt in Überlingen nieder, wo er die Tochter des Politikers, Verlegers und Heimatforschers Franz Xaver Ullersberger (1807–1888) heiratete. Aus Gesprächen mit seinen Patienten erwuchs seine bedeutendste Veröffentlichung, die „Sammlung Überlinger Sagen“. Daneben legte er seit 1870 eine Sammlung von Altertümern zur Überlinger Geschichte an, die den Grundstock des städtischen Museums bildete, das 1913 von Victor Mezger im Reichlin-von-Meldegg-Haus eingerichtet wurde. Theodor Lachmann war Gründungsmitglied des Vereins für Geschichte des Bodensees und seiner Umgebung, dem er in verschiedenen Funktionen diente, wofür er 1910 zum Ehrenmitglied ernannt wurde.
Die Theodor-Lachmann-Straße auf dem Burgberg in Überlingen ist nach ihm benannt.

## Schriften (Auswahl)
- Überlinger Sagen, Bräuche und Sitten mit geschichtlichen Erläuterungen. Ein Beitrag zur Volkskunde der badischen Seegegend. Verlag von Ernst Ackermann, Großherzoglicher Hofbuchhändler, Konstanz 1909, XIX und 537 S. (Nachdruck Olms, Hildesheim 1979. ISBN 3-487-06872-9. – 2. Aufl. neu bearb. von Mathilde Maier und Karl Sättele, Zeichnungen von Hans Sauerbruch. Anton H. Konrad Verlag, Weißenhorn 1976. ISBN 3-87437-126-3.)